# Cruz Roja Panameña
La Cruz Roja Panameña es una organización humanitaria y una entidad privada sin ánimo de lucro miembro del Movimiento Internacional de la Cruz Roja y Media Luna Roja desde 1917.

## Historia

### Antecedentes
El 13 de enero de 1917, Lady Matilde de Obarrio Vallarino de Mallet en reunión con Ramón Maximiliano Valdés Presidente de Panamá, presenta una propuesta formal para crear la benemérita Institución. La idea de crear esta institución le surgió a Doña Matilde unos meses antes, después de conversar con el coronel Deane C. Howard, quien fungía como Jefe de Sanidad de la Zona del Canal, interesado en resolver los problemas de sanidad e insalubridad, aunado a la alta mortalidad infantil y la propagación de enfermedades como la tuberculosis que se propagaban en el Istmo de Panamá.

### Fundación y legalización
El día 20 de diciembre de 1916, Doña Matilde junto con Miss Louise Brakemeler, se aproximaron al Palacio Presidencial a presentar la idea de crear una Sociedad Nacional y se reunieron con la primera dama de la República Diana Dutary de Valdés.   Ramón Maximiliano Valdés, Presidente de la República, acogió la idea con entusiasmo y propuso una segunda reunión para que se presentara un anteproyecto legal para la creación de la nueva institución. Para ello, Doña Matilde buscó el apoyo inicial de Miss Louise Brakemeler, directora de la Escuela de Enfermería del Hospital Santo Tomás, para integrar la primera Junta Ejecutiva, junto a Ricardo J. Alfaro; como tesorero, al coronel Deane C. Howard y a Rafael Gutiérrez Alcaide, para que a pedido de la recién elegida presidenta, redactara el borrador inicial del anteproyecto de ley para la legalización de la nueva institución. 
Al ser acogida la propuesta, Doña Matilde fue a agradecer inmediatamente al Arzobispo de Panamá Guillermo Rojas y Arrieta, quien encomendó al Padre Doroteo Ocón (O.S.A.), párroco de la Iglesia de San José, ser el primer Capellán de la Institución.
Rafael Gutiérrez Alcaide, ministro Plenipotenciario de Cuba en Panamá, redactó el libreto basado en la reglamentaciones de la Cruz Roja Cubana fundada en 1909. El 21 de enero, Ramón Maximiliano Valdés recibió en el despacho de la presidencia el anteproyecto de ley. 
Le tocó la responsabilidad a Ramón L. Vallarino, subsecretario de Fomento y encargado del despacho, llevarlo a la Asamblea Nacional.
La Asamblea Nacional aprueba la nueva ley con las modificaciones referentes a la puericultura propuestas por el Presidente de la República, el 26 de febrero de 1917 y este la sanciona como Ley No 40 del 1 de marzo de 1917, celebrándose así, cada año, el 1 de marzo el día de fundación de la Cruz Roja Panameña

## Comités Provinciales
La Cruz Roja Panameña con el fin de extender sus servicios a todo el territorio nacional cuenta con comités en todas las provincias incluyendo las comarcas y se divide en tres regiones.
La primera región comprende las provincias de Bocas del Toro, Chiriquí y Veraguas. Reúne a los Comités activos de David, Barú, Bugaba, Boquete, Puerto Armuelles, Changuinola, Isla Colón y Santiago de Veraguas.  Actualmente se encuentra en formación el Comité de Tierras Altas. Los Comités de Almirante y Soná están actualmente inactivos.  
La provincia de Herrera, Los Santos y Coclé conforman la segunda región y reúne a los comités activos de Las Tablas, La Villa, Chitré, Natá, Aguadulce y Penonomé.  Los comités de Santamaría, Ocú y Parita se encuentran actualmente inactivos. 
La tercera región está conformada por las provincias de Panamá, Colón, Darién y Panamá Oeste, que reúne a los comités de Colón, Portobelo, La Chorrera, Arraiján, Panamá Norte, San Miguelito, Chepo, La 24 de Diciembre, San Martín, El Real y el Comité Central.  Se encuentran inactivos, los Comités de Las Palmas, el de Capira y el de la Isla Corazón de Jesús (Guna Yala) siendo este, el primer Comité Comarcal que fuese creado.

### Comité de David
Inicialmente conocido como la Cruz Roja de Chiriquí, fue el primer Comité en crearse el 22 de febrero de 1921 por Doña Mercy Morgan y su esposo el Dr. Maximiliano Auerbach, junto con el Dr. Rafael J. Henríquez y el Dr. Gustavo A. Ross, por órdenes del Gobernador Nicolás Delgado, al iniciarse la Guerra de Coto. Aunque hay indicios de la creación y reunión de un pre-Comité algunos años antes de la fecha oficial.  

### Comité de Colón
La Cruz Roja de Colón o anteriormente conocido como capítulo de la Cruz Roja de Colón, fue el segundo comité fundado en el territorio nacional, el 25 de mayo de 1931 por Amelia Lyons de Alfaro, primera dama y esposa del presidente de Panamá Ricardo J. Alfaro. La primera presidencia del Comité fue ocupada por Doña Lelia Rangel de Tejada, esposa del entonces Gobernador de la provincia Efraín Tejada U., quien fue la persona que presentó la idea por primera vez a la primera dama. La primera Asamblea convocatoria se celebró en el día 23 de mayo de 1931 en el Club de Extranjeros de la ciudad de Colón. El día 26 de mayo se hizo la primera reunión con motivo de ser presentada en el Salón de Actos de la Gobernación de la ciudad, a las autoridades de Colón.  

### Comité Local de Bugaba
El Comité de la Cruz Roja de Bugaba se funda por iniciativa del trabajo que realizaban las Damas Voluntarias de la Concepción, un 16 de septiembre de 1983, y Raquel Vega de Montero, esposa del alcalde de turno José Montero, es escogida como primer Presidente junto a María Luisa de Guerra y Cecilia María Aguirre de Lezcano. El 17 de agosto de 1992, el Comité adquiere un lote de terreno, para construir su Sede, bajo la administración de la señora Celia María Aguirre de Lezcano. Su edificio fue inaugurado en octubre de 1999, después de varias campañas y actividades realizadas por los jóvenes socorristas desde 1997, para recoger los fondos necesarios para construirlo.

### Comité Local de Panamá Norte
El antiguo Comité de las Cumbres fue fundado un 7 de septiembre de 1994 por Rodolfo Pérez Arcia, quien fue su primer Presidente y miembro fundador. El 25 de marzo de 2023 se aprueba por el Comité Central, el cambio de nombre a Comité Local de Panamá Norte. El nombre de Comité de Panamá Norte se crea por solicitud de la Junta Directiva Local del vigente Comité de las Cumbres dirigido por su actual Presidente Renaldo Bedoya Araúz, con la idea de ampliar el rango de prestación de los servicios comunitarios a todas las comunidades aledañas del área norte del Distrito de Panamá. 

## Organismos
La Cruz Roja Panameña cuenta con cinco organismos que aglutinan por grupos a sus voluntarios, para un mejor funcionamiento y cumplimiento de los objetivos y propósitos institucionales.

### Cruz Roja de la Juventud
Sus inicios datan de 1926 en la Escuela República de Chile y en la Escuela República de Perú como batallones sanitarios juveniles hasta que fue instituida el 4 de noviembre de 1942 por Carlos A. Patterson Ch. mediante lo establecido en el Decreto 322 del 18 de julio de 1942, Título Primero Fines y Deberes de la Cruz Roja Panameña, numeral "d". Está conformada por niños, niñas y jóvenes cuyas edades oscilan desde los cinco años hasta los treinta años de edad. Su principal tarea es contribuir con la transformación de la sociedad y la promoción del cambio social, trabajando en programas orientados a la educación en valores, protección de la salud y la vida, respeto al ambiente y a la sostenibilidad; así como difundiendo la doctrina y los Principios Fundamentales del Movimiento. Su lema es: "Yo Sirvo"

#### Galería de Directores Nacionales
- Carlos A. Patterson Ch. 1942-
- Rafael Van der Hans 1951-
- José Agustín Espino 1973-1976
- Carmen Batista de Ramos 1976-1978
- Rebeca E. Bribano Ch. 1978-1980
- Álvaro Bernal 1980-1983
- Iván González 1983-1984
- Álvaro Bernal 1984-1985
- Etilvia de Domínguez 1985-1988
- Rosalín Rigueros 1988-1990
- Manuel Hernández 1990-1993
- Elías Ricardo Solís González 1993-1995
- Carmen Batista de Ramos 1995-1997
- Víctor Martin Acosta 1997-2001
- Miguel Jaén 2001-2004
- Elvis A. Matute 2004- 2011
- Isaac Mora 2011-2015
- Eric Antíoco Kelly 2015-2019
- Oriel J. Serrano González 2019-2023
- Sergio Jaén Pérez 2023-Actualidad

### Damas Voluntarias
Fueron instituidas un 7 de septiembre de 1962, reemplazando a sus antecesoras denominadas Damas Grises. Este organismo está integrado por mujeres con gran sensibilidad que ofrecen su tiempo al servicio de la institución para cooperar en actividades de ayuda y asistencia humanitaria, además de aliviar el sufrimiento humano, en problemas de calamidad pública, hospitales y otros que aquejan a la comunidad nacional en general.

### Cuerpo de Socorristas
Creado el 24 de junio de 1970, constituye el cuerpo técnico de voluntarios que coadyuva a cumplir con mayor eficacia los servicios y asistencias de socorro a nivel nacional e internacional, tanto en tiempos de paz como de conflictos armados, situaciones de violencia o otras catástrofes, con especialidad en primeros auxilios, rescate en estructuras colapsadas, salvamentos acuáticos, rescate en selva y alta montaña, comunicaciones entre otras. Su lemas es: "A cualquier hora y a cualquier lugar, venceremos todos los obstáculos".

#### Galería de Directores
- Mayor Gustavo A. Pérez
- Mayor Federico Mancilla
- Mayor Bernardo Muñoz
- Capitán José Beliz
- Oficial Nacional Álvaro Bernal Ardito-Barleta
- Oficial Nacional Jorge Alemán
- Oficial Nacional Alfredo Evelino Dubois
- Oficial Nacional Alfonso Rodríguez
- Oficial Nacional Eduardo Mock
- Oficial Nacional Dani Castillo
- Oficial Nacional Jorge González
- Oficial Nacional Grettell Pérez

### Legión de Voluntarios
Organismo fundado el 24 de enero de 1972, aglutina a los diferentes profesionales que con su espíritu cívico y humanitario, dedican parte de su tiempo, conocimientos y servicios profesionales a las distintas actividades y programas de la institución. Su lema “Uno tiene que hacer el cambio que quiere ver en el mundo” el cual sintetiza el ahínco del Legionario por ayudar y aliviar el sufrimiento y será el norte a hacia donde se orienten las acciones de la Sociedad Nacional.

#### Galería de Directores
- Arturo Adán Illueca 1972 -1974
- Virgilio Sánchez 1974-1979
- Carlos Jaén 1980 - 1983
- Ricardo Brittón 1983 - 1986
- Fernando Johnson 2007-2011 y 2011-2012
- Manuel Díaz 2013-2015 y 2015-2019
- Nadia de la Cadena 2019-2023
- Emilio Saldaña 2023-2027

### Cuerpo K-SAR
Este Organismo fue creado y establecido en la asamblea general de la institución el 28 de agosto de 2010.  De sus siglas en inglés "Kanine" o Canine Searh and Rescue, es la unidad que con sus binomios certificados ya sean hombre o mujer y perro, que se encargan de la búsqueda y el rescate de vidas humanas en peligro, ya sea en estructuras colapsadas, deslizamientos o víctimas en campos abiertos, productos de conflictos, desastres naturales o accidentes.

## Condecoraciones
En reconocimiento a las acciones humanitarias a lo largo de su historia la Cruz Roja Panameña a instituido condecoraciones para reconocer y recompensar los servicios excepcionales y los actos de gran abnegación por la causa y la misión al servicio de la Institución. Entre ellas podemos citar primero las de orden histórico según el primer Reglamento Orgánico de 1918 y las actuales desde 1983, en orden ascendente de distinción y prestigio:
- Medalla Comité Ejecutivo Fundador (1918) Dorada 1era Clase

Otorgada a los miembros de la Primera Junta Directiva Ejecutiva como Lady Matilde de Obarrio de Mallet Primera Presidenta Ejecutiva, Ricardo J. Alfaro, Enriqueta Morales, Rafael Gutiérrez Alcaide, Belisario Porras, entre otros.
- Medalla "Miembro Benefactor" de la Cruz Roja Nacional (1918) Dorada 1era Clase.

Era otorgada a los socios benefactores que aportaban B/.5,000.00 al año provenientes de colectas, fiestas o fondos propios.
- Medalla "Miembro Fundador" de la Cruz Roja Nacional (1918) Dorado 2da Clase.

Otorgada a Eusebio A. Morales,  Coronel Deane C. Howard, a la enfermera Louise Brakemeier, el Padre Ocón Doroteo, entre otros.
Era portada por los Miembros Fundadores que con su trabajo han aportado a la creación de la Cruz Roja Nacional de Panamá o a los miembros que han pagado la suma de B/.600.00 o su equivalente en una contribución de B/.5.00 por mes durante 10 años.
- Medalla "Miembro Protector" de la Cruz Roja Nacional (1918) Dorada 2da Clase

Era portada por los Socios Protectores que realizaban al año una donación de B/. 300.00 o su equivalente de B/.2.50 mensual durante 10 años.
- Medalla "Miembro Suscritor" de la Cruz Nacional (1918) Plateada

Era otorgada a lo miembros que realizaban un aporte mínimo a la institución de B/.1.00 mensual.
- Medalla "Miembro Activo" de la Cruz Roja Nacional (1918) Dorada, Plateada

Era otorgada a todos los miembros activos que realizaban trabajos de asistencia de forma permanente en casos de desastres o calamidades públicas. También podrán ser portadas por los dignatarios admitidos a las sesiones de la Asamblea Suprema, entendiéndose que esta medalla pertenece a la función y no al individuo y deben pasarse a su sucesor. Por otra parte, los dignatarios admitidos a la Asamblea General Suprema pueden solicitar la Medalla "Miembro Activo" plateada, previo pago de su valor, a menos que el Comité Ejecutivo estimen otorgarla directamente por los servicios prestados a la institución. 
- Medalla "Miembro de Honor" de la Cruz Roja Nacional (1918) Dorada, Plateada, Bronce

Será portada por aquellos miembros que se han distinguido por acciones meritorias o filantrópicas. También serán portadas por los dignatarios admitidos a las sesiones de la Asamblea Suprema como Vicepresidentes de Honor.
- Gran Cruz "La Huaca" de la Cruz Roja Nacional
- Medalla "Henry Dunant" Oro, otorgada al presidente Roberto Francisco Chiari en 1963, con motivo del Centenario de la Cruz Roja Internacional

Actualmente están vigentes tres condecoraciones en orden ascendente de distinción y prestigio:
- La Medalla "13 de Marzo"
- La Condecoración de "Honor al Mérito"
- La Orden "Doña Matilde de Obarrio de Mallet"